# Batalla de Queenston Heights
La Batalla de Queenston Heights fue una victoria británica durante la Guerra anglo-estadounidense de 1812 la cual tomó lugar el 13 de octubre de 1812, cerca de Queenston (Niagara-on-the-Lake), Ontario. Fue peleada por las fuerzas del Imperio británico a cargo del Isaac Brock y Roger Sheaffe. La batalla, la más larga en la guerra en ese punto, fue peleada como resultado de un intento estadounidense de afianzarse del lado canadiense del río Niágara antes que la campaña finalice con el comienzo del invierno. Los británicos repelieron una mayor invasión estadounidense sin grandes pérdidas
A pesar de su teórica ventajas numérica y la gran dispersión de las fuerzas británicas contra el intento de invasión, los estadounidenses, quienes fueron destinados a Lewiston, Nueva York, no fueron capaces de pasar la mayor parte de su fuerza invasora por el río Niágara debido al trabajo de la artillería británica contra la parte de los veteranos estadounidenses con entrenamiento y experiencia. Como resultado, los refuerzos británicos pudieron llegar y obligar a aquellos estadounidenses del lado canadiense a rendirse, el comandante estadounidense llamó basuras e inútiles a sus propios soldados, mientras que alababa a los ingleses.